# Pucz Gapsin
Pucz Gapsin (kor. 갑신정변, hancha 甲申政變, RR. Gapsin jeongbyeon) – nieudany, trwający 3 dni zamach stanu, rozpoczęty 4 grudnia 1884 roku w Korei. Spisek miał doprowadzić do obalenia rządzącej Koreą od 1392 roku dynastii Joseon.
Na fali przyjmowania zachodnich wzorców kulturowych i modernizacji, którą rozpoczęła Japonia w II połowie XIX wieku w okresie Meiji, działający na terenie Korei ruch Gaehwapa (Partia Modernizacji), znany również jako Dongnipdang (Partia Niepodległości) dążył do wprowadzenia modernizacyjnych zmian również na Półwyspie Koreańskim. Liderami ruchu byli Bak Yeonghyo (1861 – 1939) i Gim Okgyun (1851 – 1894), Seo Jae-pil (1864–1951), Hong Young-sik (1855–1884), Yun Chi-ho (1865–1945). To właśnie oni stanęli na czele spisku.

## Przyczyny zamachu i jego przebieg
Bak Yeonghyo i Gim Okgyun, Seo Jae-pil, Hong Young-sik i Yun Chi-ho wchodzili w skład misji, która pojechała w 1882 roku do Japonii. Bak był potem doradcą króla Gojonga, Gim ruszył do Japonii na specjalny rozkaz króla Gojonga już w 1881 roku, by obserwować postępy japońskiej modernizacji. Po powrocie do Korei założyli Partię Modernizacyjną i aktywnie działali na rzecz unowocześniania Korei w ramach powierzanych im stanowisk.
Elity koreańskie były w zasadzie zgodne co do tego, że kraj należy unowocześnić – kwestią sporną pozostawał zakres i szybkość tego zjawiska oraz kierunek, z którego przyjmowano nowe prądy. Zwolennicy polityki prochińskiej preferowali powolną modernizację à la Chiny, natomiast frakcja projapońska dążyła do szybkich i radykalnych zmian.
Stopniowo udawało się wprowadzać w skostniałą tkankę koreańskiego życia politycznego pewne innowacje. Z czasem jednak, widząc nieskuteczność zabiegów i wolne tempo wprowadzania zmian, frakcja ta zaczęła, za namową Japończyków, dopuszczać możliwość przeprowadzenia w kraju zamachu stanu i przejęcia pełni władzy politycznej. Po tajnym spotkaniu z japońskim posłem, Takezoe Shinchiro, ustalono datę zamachu na 4 grudnia 1884 roku, w trakcie uroczystości związanych z otwarciem pierwszej poczty w Hanyangu (dawna nazwa obecnej stolicy Korei Południowej, Seulu).
W czasie odbywającego się przy tej okazji bankietu, w pobliżu sali wzniecono pożar i wywołano z sali pierwszego ministra Min Yeong-ika (1860 – 1916), stanowiącego główny cel zamachu. W zamachu został ciężko ranny, uratował go świeżo przybyły do Korei amerykański misjonarz Horace Allen (1852 – 1932).
Korzystając z chaosu, jaki wybuchł, zamachowcy opanowali kompleks pałacowy i wzięli w charakterze zakładników członków rodziny królewskiej. Spiskowcy rozprawili się ze swoimi przeciwnikami i ogłosili powołanie własnego rządu, lecz zanim zdołali zaprezentować swój program publicznie, nastąpiła chińska riposta – do kompleksu pałacowego wkroczył Yuan Shikai na czele 1500 chińskich żołnierzy, co doprowadziło do panicznej ucieczki niedoszłych spiskowców i wspomagających ich japońskich oddziałów.

## Następstwa nieudanego spisku
Po fiasku nieudanego zamachu stanu, jego organizatorzy znaleźli schronienie w Japonii. W następstwie spisku, Japonii udało się wymusić na Korei nowy traktat, wedle którego musiała ona ponownie zapłacić cesarstwu odszkodowanie.
Choć zamach się nie udał, historycy Korei zwracają uwagę na idee, które przyświecały spiskowcom. Chcieli oni zniesienia klas społecznych, deklarowali mianowanie na urzędy na podstawie kompetencji, nie zaś znajomości. Domagali się zrewidowania systemu podatków, wyplenienia zjawiska korupcji, przywrócenia do władzy Daewon-guna, ojca panującego w latach 1863 – 1897 króla Gojonga (postrzeganego jako sprzymierzeniec po konflikcie z Chinami), zniesienia chińskiej zwierzchności nad Koreą, ukarania winnych sytuacji w kraju. Żądano także upowszechnienia hangeulu, czyli koreańskiego alfabetu, oraz reformy systemu edukacji.